# Sarcophaga longicornuta
Sarcophaga longicornuta är en tvåvingeart som först beskrevs av Fan och Tadao Kano 2000.  Sarcophaga longicornuta ingår i släktet Sarcophaga och familjen köttflugor. Inga underarter finns listade i Catalogue of Life.